# Cyrus Vance
Cyrus Roberts Vance (Clarksburg, West Virginia, 27 tháng 3 năm 1917 – 12 tháng 1 năm 2002) là Bộ trưởng Ngoại giao Hoa Kỳ dưới thời tổng thống Jimmy Carter từ năm 1977 đến năm 1980. Ông thực thi chính sách ngoại giao với việc nhấn mạnh vào thương thảo cho những cuộc xung đột với một mối quan tâm đặc biệt vào việc gia giảm vũ trang. Tháng 4 năm 1980, Vance đã từ chức để phản đối Operation Eagle Claw - một nhiệm vụ bí mật để giải cứu những con tin Mỹ ở Iran. Edmund Muskie lên kế nhiệm ông.
Vance là cháu (và là con nuôi) của một luật sư và là ứng cử viên tổng thống nổi tiếng của Đảng Dân Chủ John W. Davis.

## Sự nghiệp trong ngành pháp luật và quân đội
Vance tốt nghiệp Kent School năm 1935 và tốt nghiệp cử nhân năm 1939 ở Đại học Yale, nơi ông là thành viên của một hội bí mật, Scroll and Key. Sau khi tốt nghiệp Trường luật Yale năm 1942, Vance phục vụ trong Hải quân với vai trò sĩ quan pháo binh trên tàu khu trục USS Hale cho đến năm 1946 và sau đó gia nhập hãng luật Simpson Thacher & Bartlett ở thành phố New York trước khi vào làm trong chính quyền.

## [1]Tham khảo
1. 1 2  "Operation Eagle Claw | rescue mission [1980]". Encyclopedia Britannica (bằng tiếng Anh). Truy cập ngày 25 tháng 8 năm 2021.